# Hervé Tullet
Hervé Tullet (Avranches, 29 giugno 1958) è un artista, scrittore e illustratore francese, autore rilevante nel mondo della letteratura per l’infanzia.

## Biografia
È nato ad Avranches, in Francia, il 29 giugno del 1958. Gli studi sull’illustrazione e la comunicazione visiva lo hanno portato a lavorare per circa dieci anni nel mondo della pubblicità.
Solo negli anni ’90, dopo aver iniziato a lavorare come illustratore nel campo della stampa, si è avvicinato al mondo della letteratura per l’infanzia pubblicando il primo albo illustrato “Come papà ha incontrato la mamma” nel 1994.
Nel 1998 vince il suo primo premio alla Fiera Internazionale di Bologna. 
Con la pubblicazione nel 2010 dell’albo “Un libro” vince il premio Andersen nel 2011. Questa sua opera, tradotta in oltre 20 lingue, è stata per più di quattro anni nella classifica dei best seller del New York Times, categoria Libri illustrati.
Ha realizzato negli anni molti laboratori rivolti a un target molto ampio (dai 3 ai 99 anni), laboratori con un elevato numero di partecipanti (oltre 200). Le sue mostre, i suoi workshop e i suoi laboratori si sono tenuti in diverse parti del mondo all'interno di musei, biblioteche e scuole: da Parigi a Seoul, da Londra a New York fino in Italia.
Nel 2020 viene resa disponibile in Italia la web series “L’Expo Ideale”: 22 episodi in cui Hervé Tullet condivide alcuni laboratori e attività creative.

## La sua filosofia
Grazie ai suoi libri interattivi in Francia ha conquistato il titolo di “re dei libri prescolari”. Il gioco è alla base della sua filosofia: i libri sono oggetti e in quanto tali si possono agitare, accarezzare, rovesciare, animare. Richiedono, quindi, un pieno coinvolgimento da parte del lettore, una lettura partecipata e attiva.
In qualche modo richiama l’idea di gioco di Bruno Munari, che con il progetto dei “Prelibri” ha aperto una nuova concezione di libro. Hervé Tullet valorizza la dimensione immaginativa, esplorativa e trasformativa. Il libro diventa uno strumento che fornisce di per sé istruzioni e suggerimenti ai lettori e crea anche uno spazio di cooperazione tra adulto e bambino.
All'origine delle opere pubblicate e dei suoi laboratori c'è l'idea di arte collaborativa: l’opera d’arte è frutto della collaborazione e dell’inclusione. 
Sophie van der Linden, nota critica letteraria, nella sua postfazione  "Hervé Tullet: il genio dell'infanzia ritrovata" scrive che l'intento dell'autore è "stravolgere gli stereotipi del «disegno perfetto». Valorizzando la macchia, lo scarabocchio, Hervé Tullet sfida il pregiudizio scolare dell'arte come frutto del solo talento".

## Opere
Hervé Tullet ha pubblicato più di 70 libri rivolti all’infanzia, di cui molti tradotti in italiano:
- Un libro, Franco Cosimo Panini, 2010;
- Cucù sono Turlututù, Franco Cosimo Panini, 2012;
- I viaggi di Turlututù, Franco Cosimo Panini, 2012;
- Io sono blop!, Mondadori Electa, 2013;
- Senza titolo, Franco Cosimo Panini, 2013;
- Colori, Franco Cosimo Panini, 2014;
- Un gioco, Franco Cosimo Panini, 2016;
- La fabbrica dei colori, L'Ippocampo, 2016;
- Oh! Un libro che fa suoni,  Franco Cosimo Panini, 2017;
- Le battaglie di colori, Franco Cosimo Panini, 2017;
- Il libro con il buco, Franco Cosimo Panini, 2017;
- Un’idea, Franco Cosimo Panini, 2018;
- Pallini pallini, Franco Cosimo Panini, 2018;
- La cucina degli scarabocchi, L'Ippocampo, 2019;
- Il gioco della luce, L'Ippocampo, 2019;
- Il gioco delle ombre, L'Ippocampo, 2019;
- Forme, Franco Cosimo Panini, 2020;
- Il gioco delle combinazioni, L'Ippocampo, 2020;